# Sphaerodactylus klauberi
Sphaerodactylus klauberi — вид геконоподібних ящірок родини Sphaerodactylidae. Ендемік Пуерто-Рико. Вид названий на честь американського герпетолога Лоуренса Монро Клаубера.

## Опис
Гекони Sphaerodactylus klauberi є одними з найбільших представників свого роду, їх довжина (без врахування хвоста) становить 37 мм. Верхня частина тіла темно-коричнева, поцяткована більш темними бурими або чорними плямами, на хвості вони більші. Нижня частина тіла оранжева або червонувато-рожева, горло сіре, поцятковане темними плямками.

## Поширення і екологія
Sphaerodactylus klauberi широко поширені в гірських районах на острові Пуерто-Рико. Вони живуть в лісовій підстилці широколистяних тропічних лісів. Зустрічаються на висоті від 50 до 1220 м над рівнем моря. Ведуть переважно нічний спосіб життя. Живляться комахами, відкладають яйця. В кладці одне яйце, інкубаційний період триває 2-3 місяці.